# 大多喜藩
大多喜藩（おおたきはん）は、上総国（現在の千葉県）夷隅郡に存在した藩。藩庁を大多喜城（跡地：大多喜町大多喜四八一）に置いた。

## 歴史
天正18年（1590年）の小田原征伐後、関東に入部した徳川家康は、徳川四天王の一人・本多忠勝に上総国に10万石を与えた。忠勝は当初は万喜城に入城したが、遅くとも天正19年（1591年）までに居城を大多喜城に移した。これが大多喜藩の起源である。忠勝は武田信玄や織田信長にもその武勇を認められ、「家康に過ぎたる者」とまで言われた武将である。忠勝は慶長5年（1600年）の関ヶ原の戦いでは家康本隊に属して本戦に出陣し、武功を挙げたため、戦後に伊勢国桑名藩に移された。忠勝の本家は長男の忠政が継ぐ予定だったため、大多喜には5万石で次男の忠朝が残った。忠朝は領内の検地を実施して藩政の固めに専念したが、大坂夏の陣で戦死した。家督は甥の政朝が継いだが、元和3年（1617年）9月、播磨国龍野藩に移され、代わって武蔵国鳩ヶ谷藩から阿部正次が3万石で入った。元和5年（1619年）9月、正次は相模国小田原藩に移されたため、大多喜藩は一時的に廃藩となった。
元和9年（1623年）10月、青山忠俊が徳川家光の勘気を被って老中を罷免され、武蔵国岩槻藩から減移封となって2万石で大多喜に入る。寛永2年（1625年）、忠俊は改易され下総国網戸に蟄居となったため、大多喜藩は廃藩となった。
一方、阿部正次は小田原を経て武蔵国岩槻藩へ転封する間も上総夷隅郡の所領は保持していたが、寛永15年（1638年）4月に孫の阿部正令（正能）が1万石を分与され、大多喜藩を再立藩した。正次の死後、岩槻はその子の重次が継いでいたが、重次は慶安4年（1651年）に将軍徳川家光の死に際して殉死した。重次の死後、正能は6千石を分与されて1万6千石を領する大名となる。翌年、正能は武蔵国忍藩主阿部忠秋の養子となったため、6千石を阿部定高に返還している。そして正能は寛文11年（1671年）5月25日、武蔵忍藩を継ぐこととなり、代わって大多喜には同年12月、岩槻藩主であった阿部正春が1万6千石で入った。正春は元禄15年（1702年）9月7日、三河国刈谷藩に移される。なお、阿部家時代の大多喜藩は岩槻藩の支藩的存在であったが、正春に代わって岩槻藩主を継いだ阿部正邦が天和元年（1681年）に丹後国宮津藩へ移封されたことで分離している。
入れ替わりで、徳川綱吉政権下で若年寄を務めていた稲垣重富が2万5千石で入る。ところがわずか21日間で、城地が狭すぎるという理由から下野国烏山藩に移った。代わって相模国玉縄藩から大河内長沢松平家の松平正久が2万石で入ったことにより、ようやく藩主家が安定した。最後の藩主松平正質は、幕末期に老中格・若年寄・奏者番などを歴任した。明治元年（1868年）の戊辰戦争の緒戦である鳥羽・伏見の戦いでも幕府軍の指揮を任されたが、大敗を喫して江戸へ逃れた。その後、正質は戦犯として新政府から官位と所領の没収を宣告され、佐倉藩に幽閉された。大多喜城と領地は当初は佐倉藩、後に三河吉田藩の管理下に置かれていたが、請西藩や旧幕府部隊（撤兵隊・遊撃隊）などの誘いに応じなかったことが評価されて、同年8月に宥免されて正質の所領・官位は共に旧に復した。翌年の版籍奉還で正質は知藩事となり、明治4年（1871年）の廃藩置県で大多喜藩は廃藩となって大多喜県となった。その後、木更津県を経て千葉県に編入された。

## 歴代藩主

### 本多家
譜代 10万石→5万石
1. 本多忠勝
2. 本多忠朝
3. 本多政朝

### 阿部家
譜代 3万石
1. 阿部正次

### 青山家
譜代 2万石
1. 青山忠俊

青山家の藩主時代も阿部正次は夷隅郡の旧領を保持し、後代の阿部正能や阿部正春は阿部家領から別個に分知を受けており、青山家時代と前後の阿部家時代とで藩領は重ならない。

### 阿部家
譜代 1万石→1万6千石→1万石
1. 阿部正能

譜代 1万6千石
1. 阿部正春

正能と正春は共に正次の孫であるが、正能は大多喜藩主在任を継続しながら正次の甥阿部忠秋の養子となり、忠秋の隠居後に跡を継いで忍藩へ転封した。正春はその後に入れ代わりで岩槻藩から転封してきている。また、正能は大多喜藩時代の1万石を保持したまま転封しており（のちに正能の次男・三男・四男がこの1万石を分与され旗本として分家した）、正春の1万6千石は大多喜新田藩時代からの旧領である。

### 稲垣家
譜代 2万5千石
1. 稲垣重富

### 松平（大河内）家
譜代 2万石→改易→2万石
1. 松平正久
2. 松平正貞
3. 松平正温
4. 松平正升
5. 松平正路
6. 松平正敬
7. 松平正義
8. 松平正和
9. 松平正質

## 幕末の領地
前述のように、大多喜藩は特に阿部家時代まで、城地を除きほぼ丸ごと領地が入れ替わるような変遷があり、以下に示すのはあくまでも「旧高旧領取調帳」に記載されている幕末時点（大河内松平家時代）での領地である。（47村・2万2,246石余）
- 上総国
  - 夷隅郡のうち - 21村（うち20村を安房上総知県事に編入）
- 三河国
  - 幡豆郡のうち - 15村
  - 加茂郡のうち - 10村
- 大和国
  - 十市郡のうち - 1村

明治維新後に、夷隅郡59村（旧旗本領7村、旧与力給地1村、旧久留里藩領8村、旧吉井藩領1村、旧岩槻藩領1村、旧高知新田藩領1村、旧安房上総知県事領47村【内訳は旧旗本領41村、旧幕府領2村、旧与力給地5村、旧久留里藩領2村、旧吉井藩領2村、旧岩槻藩領1村、旧高知新田藩領1村、旧鶴牧藩領1村】）が加わり、上総国内の領地は大幅に入れ替わった。なお、相給が存在するため村数の合計は一致しない。三河国飛地領の変遷は、「旧高旧領取調帳」では既に額田県の所属とされているため詳細は不明。